# Erkki Koponen
Erkki Adolf Koponen, född 27 december 1899 i Helsingfors, död där 25 juni 1996, var en finländsk målare och tecknare.
Koponen studerade vid Finska konstföreningens ritskola 1916–1921. Han målade främst stadsmotiv och figurbilder samt monumentalmålningar, bland annat altartavlan i Kemi kyrka (1951), en fresk i studentkårens bibliotek i Alkärr i Helsingfors (1958) och en väggmålning i Joensuu stadsbibliotek (1960). 1986 målade han sitt första abstrakta arbete och ställde ut tillsammans med Sam Vanni i Helsingfors konsthall. Åren 1927–1966 illustrerade han signaturen Ollis kåserier i Uusi Suomi.
Koponen undervisade vid Finlands konstakademis skola 1947–1965 och var dess rektor 1956–1965. Han verkade även som lärare vid Tekniska högskolan i Helsingfors 1947–1950.
Han innehade många förtroendeuppdrag i olika konst- och konstnärsorganisationer, bland annat ordförande för Målarförbundet 1950–1953 och Konstnärsgillet i Finland 1953–1964. Han var även huvudredaktör för tidskriften Taide 1959–1964. År 1954 erhöll han Pro Finlandia-medaljen och 1964 förlänades han professors titel.
I sin ungdom, på 1920- och 1930-talen, tillhörde Koponen eliten bland landets sprinterlöpare (rekord 10,6 på 100 m) och erövrade många finländska mästerskap.